# Voorzetselconstituent
Een voorzetselconstituent is een nominale of verbale constituent met een voorzetsel dat soms als het syntactische hoofd wordt beschouwd. Voorzetselconstituenten zijn over het algemeen complementen met de functie van bijvoorbeeld meewerkend voorwerp of bijwoordelijke bepaling. Bijvoorbeeld:
- in de stad (bijw. bep. van plaats)
- op school  (bijw. bep. van plaats)
- na het eten (bijw. bep, van tijd)
- Hij holde de trap af. (bijw. bep. van plaats)
- Ik gaf het boek aan hem. (meew. voorw.)

Een voorzetselconstituent kan soms ook dienstdoen als naamwoordelijk deel van het gezegde:
- Hij is in de war .

Indien er nog een woord wordt toegevoegd, noemen we dit een voor - of nabepaling:
- Hij is erg (voorbep.) in de war.
- Hij komt meteen (voorbep.) na het eten
- Bij hem thuis (nabep.)